# Crepis songorica
Crepis songorica là một loài thực vật có hoa trong họ Cúc. Loài này được (Kar. & Kir.) Babc. mô tả khoa học đầu tiên năm 1947.